# Scalisetosus gracilis
Scalisetosus gracilis är en ringmaskart som beskrevs av Morgado och Ayrton Amaral 1981. Scalisetosus gracilis ingår i släktet Scalisetosus och familjen Polynoidae. Inga underarter finns listade i Catalogue of Life.